# ZZK Records
ZZK Records（ズィーズィーケー・レコーズまたはズィーズィック・レコーズ）は、アルゼンチンのブエノスアイレスを拠点とするインディーズ系レコードレーベル。電子音楽とクンビアやアマゾン地方の民族音楽等、様々な音楽要素を融合させて新たなサウンドを創造し続けている音楽レーベルとして知られている。

## 来歴
2006年からクンビアと南米の民族音楽等を融合する音楽的実験を重ねた後に、El G（エル・ジー）らが2008年にブエノスアイレスで設立した。

## アーティスト
ここの項目の主要ソース：
| - El Búho & Barrio Lindo（エル・ブオ・イ・バリオ・リンド） - Animal Chuki（アニマル・チュキ） - チャンチャ・ビア・スィルクイト - ラ・ジェグロス（英語: La Yegros） - Frikstailers（フリックスタイラーズ） - El Remolon（エル・レモロン） - キング・コイヤ（スペイン語: Gaby Kerpel） - Super Guachin（スペル・グァチン） - Mati Zundel（マティ・スンデル）／Lagartijeando（ラガルティヘアンド） - Tremor |  | - Douster - Fauna（ファウナ／Color Kit & Catar_sys） - ビジャ・ディアマンテ（スペイン語: Villa Diamante） - El G（エル・ジー／Grant C. Dull） - ルスミラ・カルピオ（英語: Luzmila Carpio）（Luzmila Carpio Remixed） |